# Bis(2-methoxyethyl)ether
Bis(2-methoxyethyl)ether (také nazývaný diglykolmethylether, zkráceně diglym) je organická sloučenina, dimethylether diethylenglykolu. Jedná se o bezbarvou kapalinu mísitelnou s vodou i organickými rozpouštědly.
Vyrábí se reakcí dimethyletheru s ethylenoxidem za katalýzy kyselinou.

## Použití jako rozpouštědlo

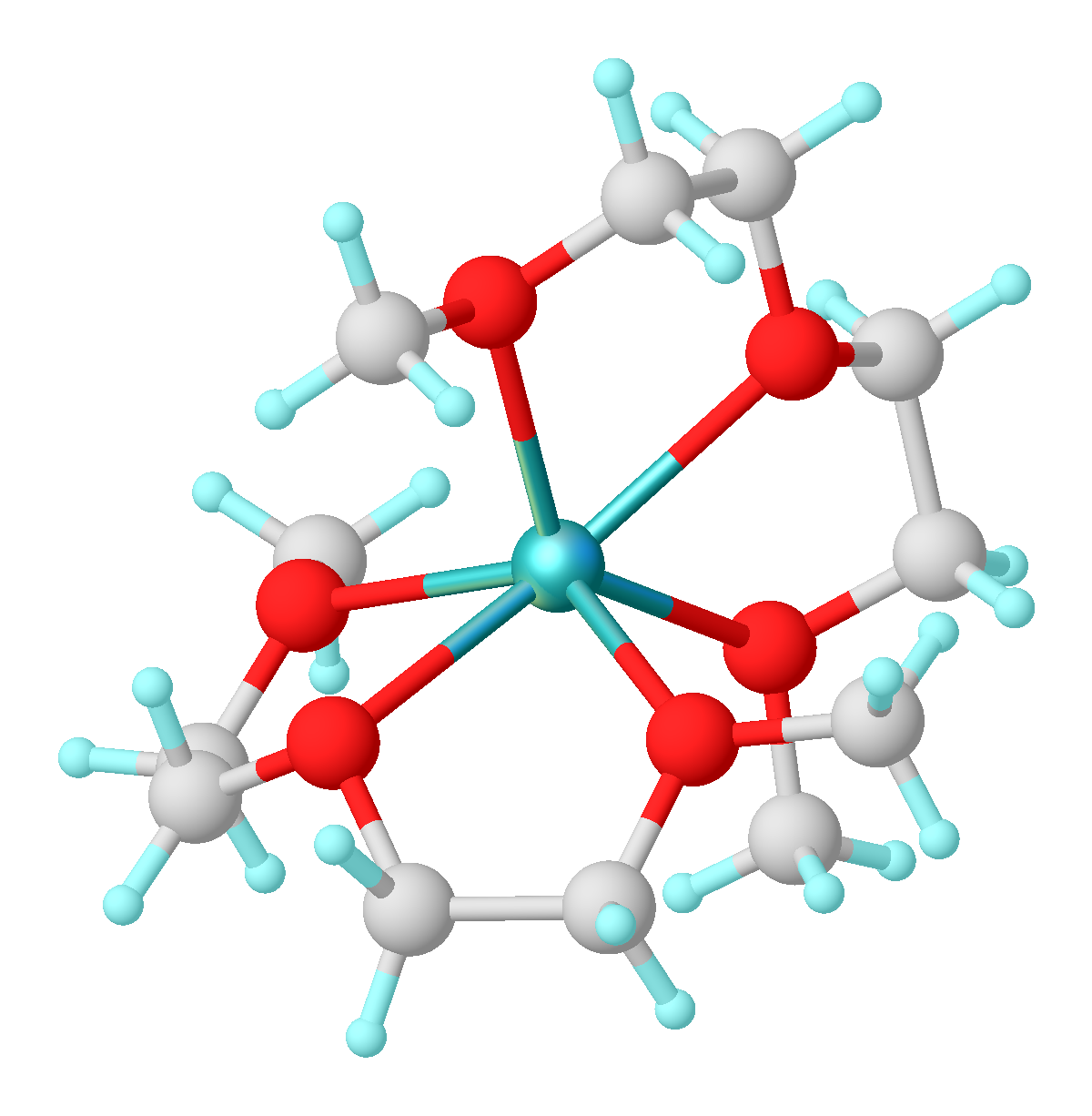
Struktura [Na(diglym)_{2}]^{+} v soli s fluorenylovým aniontem

Vzhledem ke své odolnosti vůči silným zásadám je diglym upřednostňovaným rozpouštědlem při reakcích zahrnujících reaktanty obsahující alkalické kovy, a to i za vysokých teplot. Při použití diglymu bylo pozorováno urychlení reakcí, do nichž jsou zapojené organokovové sloučeniny, jako jsou například Grignardovy reakce a redukce hydridy kovů.
Diglym má funkci rozpouštědla i v hydroboračních reakcích, při kterých se používá diboran.
Tato látka slouží jako chelatační činidlo pro kationty alkalických kovů, díky čemuž jsou anionty aktivnější.